# Clidemia swartsii
Clidemia swartsii är en tvåhjärtbladig växtart som beskrevs av August Heinrich Rudolf Grisebach. Clidemia swartsii ingår i släktet Clidemia och familjen Melastomataceae. Inga underarter finns listade i Catalogue of Life.